# 155116 Verkhivnya
155116 Verkhivnya è un asteroide della fascia principale. Scoperto nel 2005, presenta un'orbita caratterizzata da un semiasse maggiore pari a 3,1506437 UA e da un'eccentricità di 0,2360732, inclinata di 8,96568° rispetto all'eclittica.